# Ronggojati
Ronggojati is een bestuurslaag in het regentschap Wonogiri van de provincie Midden-Java, Indonesië. Ronggojati telt 2211 inwoners (volkstelling 2010).